# Bełchatów (gemeente)
De gemeente Bełchatów is een landgemeente in het Poolse woiwodschap Łódź, in powiat Bełchatowski.
De zetel van de gemeente is in Bełchatów.
Op 30 juni 2004 telde de gemeente 8960 inwoners.

## Oppervlakte gegevens
In 2002 bedroeg de totale oppervlakte van gemeente Bełchatów 179,89 km², waarvan:
- agrarisch gebied: 53%
- bossen: 35%

De gemeente beslaat 18,56% van de totale oppervlakte van de powiat.

## Demografie
Stand op 30 juni 2004:
| Omschrijving                   | Totaal | Totaal | Vrouwen | Vrouwen | Mannen | Mannen |
| ------------------------------ | ------ | ------ | ------- | ------- | ------ | ------ |
| eenheid                        | aantal | %      | aantal  | %       | aantal | %      |
| inwoners                       | 8960   | 100    | 4516    | 50,4    | 4444   | 49,6   |
| bevolkingsdichtheid (inw./km²) | 49,8   | 49,8   | 25,1    | 25,1    | 24,7   | 24,7   |

In 2002 bedroeg het gemiddelde inkomen per inwoner 1384,47 zł.

## Administratieve plaatsen (sołectwo)
Adamów, Augustynów, Bukowa, Dobiecin, Dobiecin-Kolonia, Dobrzelów, Domiechowice, Helenów, Huta, Janina, Janów, Józefów, Kałduny, Kielchinów, Korczew, Księży Młyn, Kurnos Drugi, Kurnos Pierwszy, Ludwików, Ławy, Łękawa, Mazury, Mokracz, Myszaki, Niedyszyna, Oleśnik, Podwody, Podwody-Kolonia, Poręby Grocholskie, Postękalice, Rząsawa, Wielopole, Wola Kruszyńska, Wola Mikorska, Wólka Łękawska, Zawadów, Zawady, Zdzieszulice Górne, Zdzieszulice Dolne, Zwierzchów.

## Aangrenzende gemeenten
Drużbice, Grabica, Kamieńsk, Kleszczów, Kluki, Wola Krzysztoporska, Zelów,